# Moxostoma valenciennesi
Moxostoma valenciennesi és una espècie de peix de la família dels catostòmids i de l'ordre dels cipriniformes.

## Morfologia
- Pot assolir 80 cm de longitud total[3] (encara que la seua mida normal és de 52,5)[4] i 4.160 g de pes.[5]
- Cos robust, gairebé rodó en secció transversal, amb escates grosses, el dors fosc i els flancs de rogencs a groguencs. La base de cada escata dorsal i lateral presenta una mitja lluna fosca. El color dels adults reproductors no és diferent dels que no ho són. Absència de dicromatisme sexual.[6]
- Cap gros i amb els llavis en posició horitzontal (l'inferior més ample que el superior).
- Aleta dorsal còncava en els joves o lleugerament convexa en els adults.
- Aleta anal amb 7 radis.
- Aleta caudal de color vermell brillant a la part exterior i de color taronja al centre.
- Línia lateral completa.[7][8][9][10]

## Reproducció
Al riu Sant Llorenç té lloc al maig, el juny o principis del juliol quan la temperatura de l'aigua assoleix els 16,7-18,9 °C i a qualsevol hora del dia o de la nit. Els llocs de fresa (sobre substrat de grava i amb barreges de sorra i d'altres materials) són aparentment seleccionats per les femelles. La maduresa sexual dels mascles és assolida als 5-6 anys de vida i s'evidencia per la presència de tubercles en els individus reproductors.

## Alimentació
Es nodreix d'invertebrats bentònics (insectes, crustacis i mol·luscs) i de matèria vegetal.

## Depredadors
Semotilus corporalis, la perca groga (Perca flavescens) i l'anguila americana (Anguilla rostrata) són depredadors dels seus ous.

## Hàbitat i distribució geogràfica
És un peix d'aigua dolça, demersal i de clima temperat (49°N-39°N), el qual es troba a Nord-amèrica: les conques dels Grans Llacs d'Amèrica del Nord (com ara, el llac Michigan), de la badia de Hudson i dels rius Sant Llorenç i Mississipi des del Quebec (el Canadà) i Vermont (els Estats Units) fins al sud d'Ontario, el nord de Minnesota i el riu Ohio a Kentucky, incloent-hi Illinois, Indiana, Michigan, Nova York, Dakota del Nord, Ohio i Wisconsin.

## Estat de conservació
La seua distribució i abundància ha minvat en els darrers 50 anys a causa de la contaminació de l'aigua, la construcció de preses, la sobrepesca (és explotat comercialment al Quebec), la sedimentació i la degradació i fragmentació del seu hàbitat. Actualment, algunes poblacions semblen estables a conseqüència de les millores realitzades en la qualitat de l'aigua dels cursos fluvials.

## Observacions
És inofensiu per als humans.